# ماروین شیبوابوا
ماروین شیبوابوا (انگلیسی: Marvin Tshibuabua؛ زادهٔ ۸ ژانویهٔ ۲۰۰۲) بازیکن فوتبال اهل فرانسه است.
از باشگاه‌هایی که در آن بازی کرده‌است می‌توان به اشاره کرد.
وی همچنین در تیم‌های ملی فوتبال France national under-16 football team، زیر ۱۷ سال فرانسه، و زیر ۱۸ سال فرانسه بازی کرده‌است.